# Txerkàsskoie (Saràtov)
|  | Per a altres significats, vegeu «Txerkàsskoie». |

Txerkàsskoie (en rus: Черкасское) és un poble de l'óblast de Saràtov, a Rússia, segons el cens del 2010 tenia 3.226 habitants. Pertany al districte municipal de Volsk.